# Iurie Leancă
Iurie Leancă (* 20. října 1963, Cimișlia, Moldavská sovětská socialistická republika, Sovětský svaz) je moldavský politik, od roku 2013 předseda vlády. Ve vládě předchozího premiéra Vlada Filata působil jako ministr zahraničí a evropské integrace. Je zastánce těsnější spolupráce země s Evropskou unií.

## Vyznamenání
- komtur Řádu zásluh o Italskou republiku – Itálie, 2. června 2013[1]
- Řád republiky – Moldavsko, 2014[2]